# Famille Fabius
 (avril 2023).
Si vous disposez d'ouvrages ou d'articles de référence ou si vous connaissez des sites web de qualité traitant du thème abordé ici, merci de compléter l'article en donnant les références utiles à sa vérifiabilité et en les liant à la section « Notes et références ».
La famille Fabius est une famille française qui s'appelait « Lion » jusqu'en 1808 (en référence à l'animal emblématique de la tribu de Juda) et choisit de prendre « Fabius » (en référence à la gens Fabia, illustre famille de la Rome antique) comme patronyme lorsqu'en 1808, par le décret de Bayonne, les Juifs reçurent le droit de porter un nom de famille.

## Historique
Venus de Lorraine, une branche de la famille Fabius forme depuis le milieu du XIXe siècle une longue lignée d’antiquaires, « brocanteurs sédentaires », selon la formule légale.
L'histoire des Fabius marchands d'art traverse pourtant deux empires et trois républiques. La dynastie naît en Lorraine, à la fin du XVIIIe siècle, au moment où l'ancien duché est rattaché, en 1766, au royaume de France. 
Le premier des Fabius s'appelle Joseph Lion, fils de Mathias Lion et Sara Trennel, né à Hellimer le 19 mars 1768. C'est un commerçant qui devient plus tard instituteur et marié le 6 ventôse an XII (26 février 1804) à Sarrebourg à Charlotte Salomon, née le 4 novembre 1781 à Hellering, fille de Salomon Salomon et de Madeleine Lévy. En 1808, Napoléon Ier a voulu organiser la pratique religieuse des juifs en consistoire, mais leur a fixé toute une série d'obligations par décrets impériaux, dont celle de s'enregistrer à l'état civil de leur ville afin de fixer des patronymes. Joseph, féru d'histoire romaine, choisit le nom de « Fabius ». Son fils Emmanuel Esdras Lion, né le 17 septembre 1807 à Sarrebourg s'est bientôt installé à Paris, rue de Provence, où il a ouvert un magasin de textile. Mais comme le quartier est aussi celui de nombreux antiquaires, il a complété son commerce de cachemires et dentelles par quelques « pendules, bronzes d'art et curiosités ». Bientôt, son fils aîné, Elie, va prendre la suite. « Héritier d'un commerce sans rien de flamboyant, doté de peu de numéraire, écrit Olivier Gabet, Elie [...] décide de se consacrer, en lui donnant une valeur commerciale et une légitimité artistique, à ce long XIXe siècle que Léon Daudet traite alors de « stupide ». »
Il achète donc, au mont-de-piété ou à la salle des ventes de Drouot, à trois pas de sa boutique, beaucoup de meubles Empire, époque pour laquelle il nourrit une inclination personnelle, mais surtout des sculptures, sa passion. Peu à peu, Barye et Carpeaux deviennent les deux sculpteurs fétiches d'Élie et de ses descendants. « C'était une marchandise un peu hors mode, entre l'Empire et la Troisième République, reconnaît François-Joseph Graf. Jamais les Fabius n'iront sur le marché infiniment plus spéculatif des impressionnistes. » Elie Fabius est l'un des grands amis de Sacha Guitry et il n'est pas rare qu'il loue des meubles aux théâtres parisiens. Les musées, surtout, ont pris l'habitude de le consulter tant son goût et son érudition sont sûrs. Sans être vraiment riche, il s'est élevé dans la bourgeoisie aisée mais, souligne le biographe de la famille, « il n'appartient pas au même monde que les Rothschild ou les David-Weill ».
Ses cinq fils, cependant, ont pu recevoir la meilleure éducation et se sont lancés à leur tour dans le commerce de l'art. L'aîné Emmanuel, spécialisé dans les manuscrits et autographes, s'est bientôt fait remarquer en menant notamment bataille chez Sotheby's à Londres, en 1936, avec l'économiste anglais John Maynard Keynes – qui le félicitera avec élégance – pour acheter une partie des carnets de notes personnels et des lettres du père de la théorie de la gravitation universelle, Isaac Newton. En 1937, les trois plus jeunes des garçons ont acheté, au 152 boulevard Haussmann, un rez-de-chaussée, vite agrandi d'un premier étage relié par un bel escalier de bois dessiné par André, le futur père de Laurent Fabius. Ce dernier achète sculptures et toiles de maîtres dont, en 1936, une Madeleine au miroir, un tableau sans référence ayant appartenu à la marquise de Caulaincourt mais que le Louvre va expertiser un an plus tard comme un Georges de La Tour et qui fera par la suite une part de sa fortune. En somme, les fils s'émancipent peu à peu de la boutique de la rue de Provence que leur père a fini par transformer en un formidable capharnaüm où se perdent parfois les œuvres d'art.
La Seconde Guerre mondiale surprend la famille en pleine prospérité. Tandis que ses fils sont mobilisés, Élie Fabius se replie avec son épouse Berthe et sa gouvernante à Bordeaux. Mais dès l'été 1940, malgré les premières mesures imposées par l'occupant allemand, notamment le recensement des Juifs en zone occupée et le marquage de leurs commerce, Élie tient à rentrer à Paris. « Il avait été dreyfusard, c'était un grand admirateur de Clemenceau et, d'une certaine façon, il n'imaginait pas être menacé par les lois antijuives de Vichy », explique Olivier Gabet. Sur les portes de l'Hôtel Drouot est pourtant placardé l'avis infâme : « Par ordre du commissariat général aux questions juives, l'entrée des juifs dans les salles de l'hôtel des ventes est interdite d'une manière absolue. » Les fils Fabius ont eu le temps de mettre à l'abri certaines de leurs œuvres les plus précieuses, notamment le tableau de Georges de La Tour : un client et ami d'Élie, le comte Pierre de Tristan, a accepté de les entreposer dans sa résidence parisienne. Elles y resteront secrètement pendant toute l'Occupation. Fabius Frères, boulevard Haussmann, a été parmi les premières entreprises juives à être confiées à un « commissaire-gérant » qui se montre plutôt conciliant.
En mai 1941, alors qu'Élie, malade, s'est résolu à fermer sa « boutique » de la rue de Provence, un commissaire-gérant chargé d'« aryaniser » le commerce est nommé. En janvier 1942, Élie Fabius adresse encore une note de contestation au Commissariat général aux questions juives afin de protester contre la liquidation et la vente aux enchères qui est bientôt organisée. « Le travail de toute une vie a été vendu, sans tenir ni registre ni procès verbal, pour une valeur finalement ridicule », raconte Olivier Gabet, qui note qu'après Élie Fabius, le commissaire-gérant sera nommé pour s'occuper de la galerie du grand collectionneur Wildenstein. Élie Fabius n'a même pas la force de se déplacer jusqu'à Drouot. Il meurt avant même l'achèvement de cette vente-spoliation. La famille a pourtant gardé quelques solides amis. Berthe, l'épouse d'Élie, a ainsi trouvé refuge chez des relations à Paris où elle reste cachée durant toute la guerre. Les fils, dont certains ont rejoint la Résistance, se cachent un peu partout en France. En 1945, Fernand, Pierre et André Fabius relancent Fabius Frères, boulevard Haussmann. Un an plus tard naîtra Laurent, le futur premier ministre. En 1974, André, son père, décide de vendre son Georges de La Tour à la National Gallery de Washington. La vente fait aussitôt scandale - le Louvre, notamment, proteste à grands cris - et nécessite l'obtention d'une autorisation spéciale à l'exportation. C'est aussi sur le produit de cette vente que se rebâtira la fortune des Fabius et la longévité de la galerie que tiendra François jusqu'à sa mort, en 2006.

## Liens de filiation entre les personnalités notoires
- Joseph Lion (1768-1843), prend le nom de Fabius. Il épouse Charlotte Salomon en 1804 et meurt à Pont-à-Mousson[2].
  - Auguste Lion puis Auguste Fabius (1803-1885)
    - Joseph Alexandre Fabius (1845-1882)
      - Gustave Fabius dit Fabius de Champville (1865-1946), magnétiseur, dramaturge et poète, journaliste, essayiste et conférencier.

  - Emmanuel Lion puis Emmanuel Fabius (1807-1882)[3] épouse Marie Hemmerdinger (1832-1901) le 18 octobre 1860 à Haguenau[4].
    - Élie Fabius (1864-1942), antiquaire parisien originaire de Haguenau. Il épouse Berthe Isaac-Cerf (1872-1969)
      - Joseph Fernand Fabius (1902-2003), antiquaire.
      - Pierre Fabius (1905-2001), antiquaire.
      - André Fabius (1908-1984), antiquaire. Il épouse Louise Lise Strasburger Mortimer (1911-2010). De ce mariage, naissent trois enfants.
        - Catherine Fabius (1942), costumière et cheffe décoratrice de cinéma. Elle épouse François Leterrier.
          - Louis Leterrier (1973), cinéaste.

        - François Fabius (1944-2006), antiquaire, cavalier de haut niveau.
        - Laurent Fabius (1946), homme politique.
          - David Fabius (1978-2022), manager d’une agence audiovisuelle.
          - Thomas Fabius (1981), chef d'entreprise.
          - Victor Fabius (1983), directeur associé de McKinsey & Company.

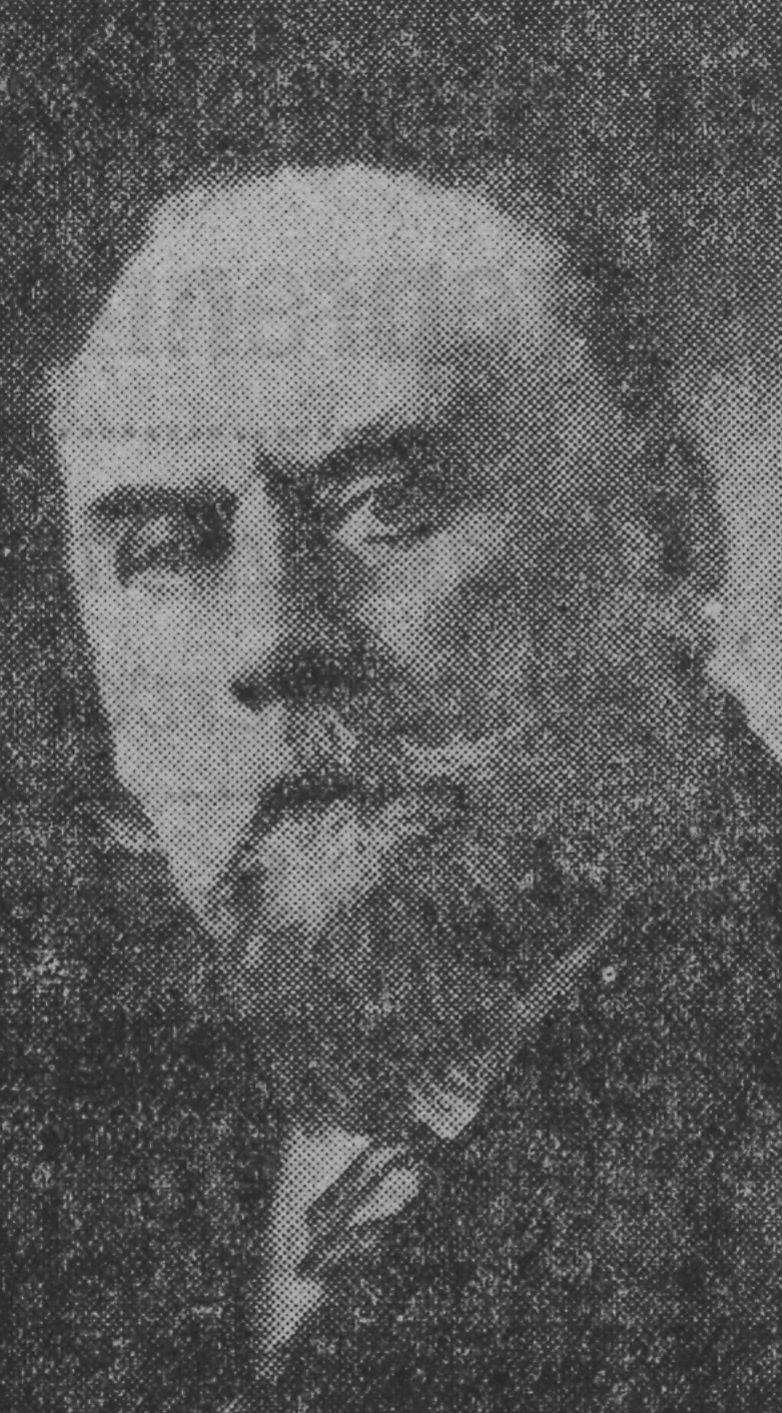
Gustave Fabius
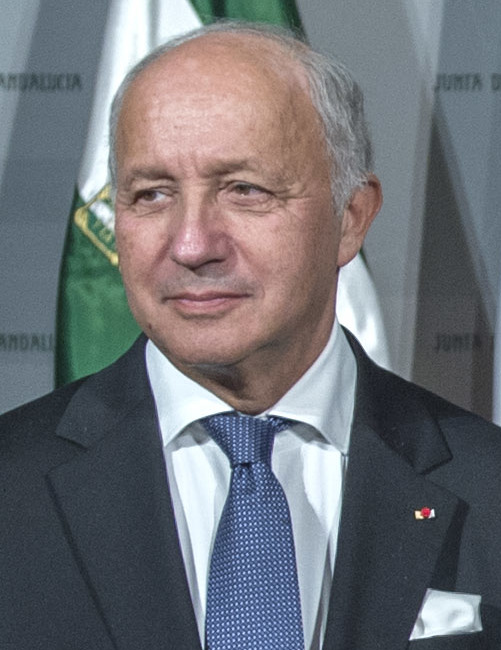
Laurent Fabius
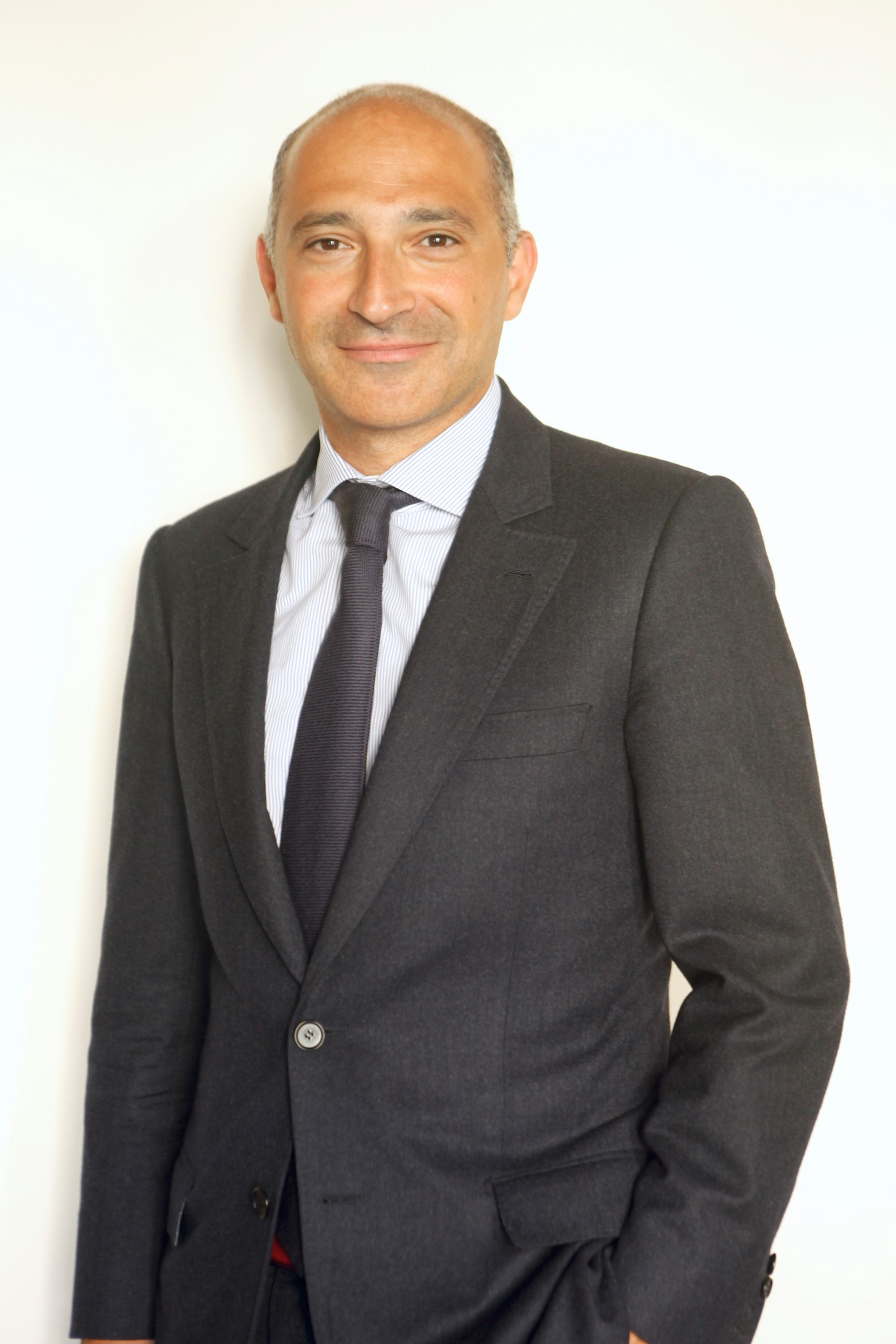
Thomas Fabius